# Sarzbüttel
Sarzbüttel là một đô thị thuộc huyện Dithmarschen, trong bang Schleswig-Holstein, nước Đức. Đô thị Sarzbüttel có diện tích 13,39 km², dân số thời điểm 31 tháng 12 năm 2006 là 725 người.